# Mesquita Bab Doukkala
La mesquita de Bab Doukkala (àrab: مسجد باب دكالة, masjid Bāb Dukkāla) és una important mesquita de Marràqueix, al Marroc, que data del segle XVI. Duu el nom de la porta veïna, Bab Doukkala, de la muralla occidental de la medina. També és coneguda com a Mesquita al-Hurra (o 'mesquita de la llibertat').

## Història
La mesquita va ser encarregada per Lalla Mas'uda bint Ahmad, reina del Marroc, esposa de Mahàmmad aix-Xaykh (el fundador de la dinastia sadita) i mare del soldà Ahmad al-Mansur de la dinastia sadita. La mesquita va començar a edificar-se el 1557-58 i degué acabar-se al voltant dels 1570-71, durant el regnat de Mulay Abd-Al·là al-Ghàlib. L'estatus de Lalla Ma'suda, una dona poderosa, "lliure" i independent, és potser l'origen del sobrenom de la mesquita Jami 'al-Hurra ('Mesquita de la Llibertat').
El 1557-58, el soldà havia ordenat que la població jueva de la ciutat es traslladàs a una zona més propera a la casba (ciutadella reial), i així donà lloc a la creació de la mallah, que probablement es va acabar al voltant dels 1562-1563. El trasllat de la població jueva al nou barri alliberà una gran quantitat d'espai a la ciutat i s'hi feren moltes remodelacions. La Mesquita Bab Doukkala i la Mesquita Mouassin, construïdes alhora, semblen haver format part d'un pla més ampli per construir nous barris "modèlics" a la ciutat. Es va dissenyar com a part d'un conjunt religiós i cívic coherent que incloïa, a més a més de la mateixa mesquita, una madrassa, una biblioteca, un bany turc amb latrines i una font pública per distribuir l'aigua als habitants. Aquest tipus de conjunt arquitectònic no tenia precedents al Marroc. Pot haver estat influenciat per la tradició de construir aquests conjunt a l'Egipte mameluc i a l'Imperi otomà.

## Galeria

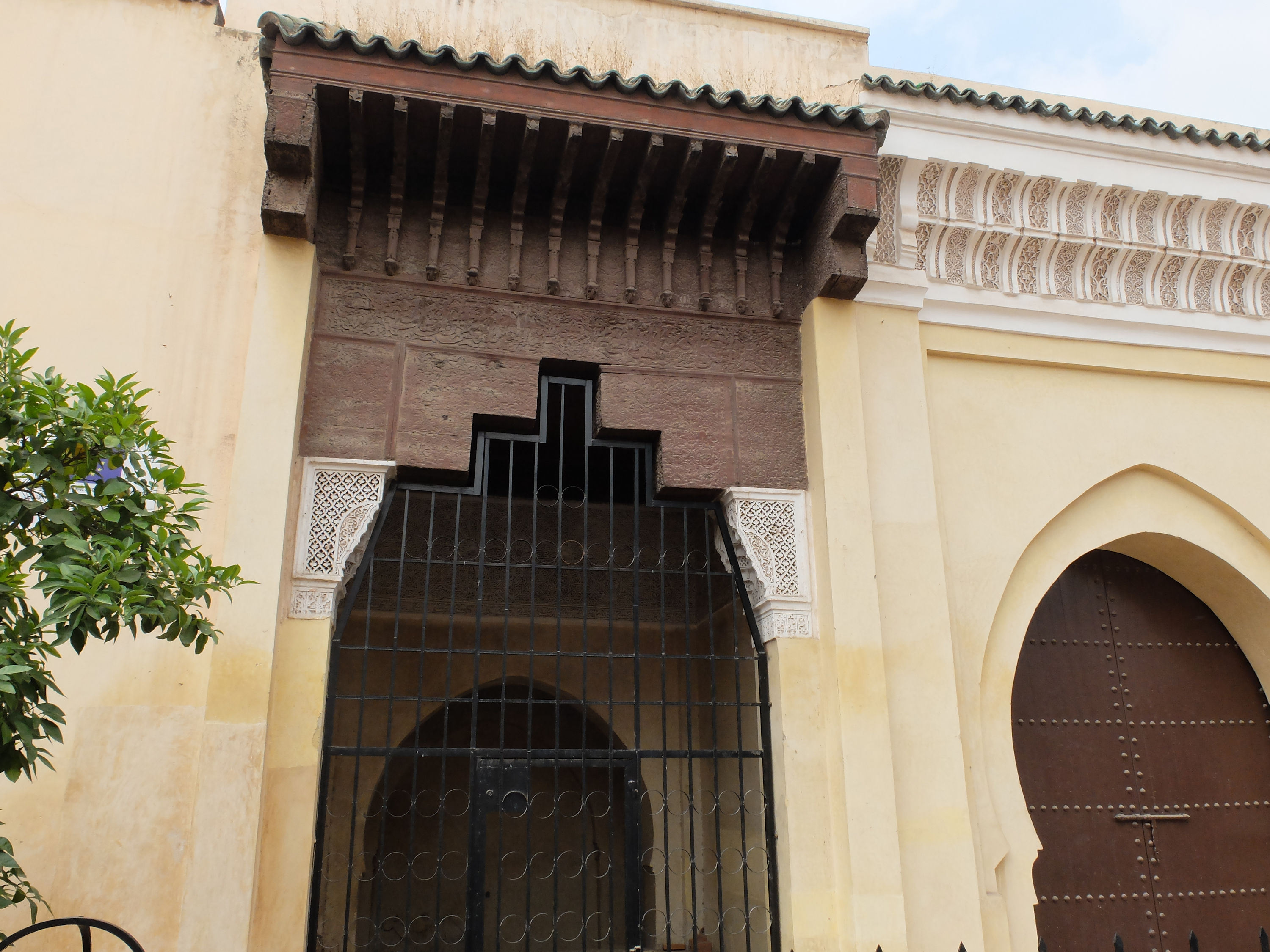
Font de la Mesquita Bab Doukkala
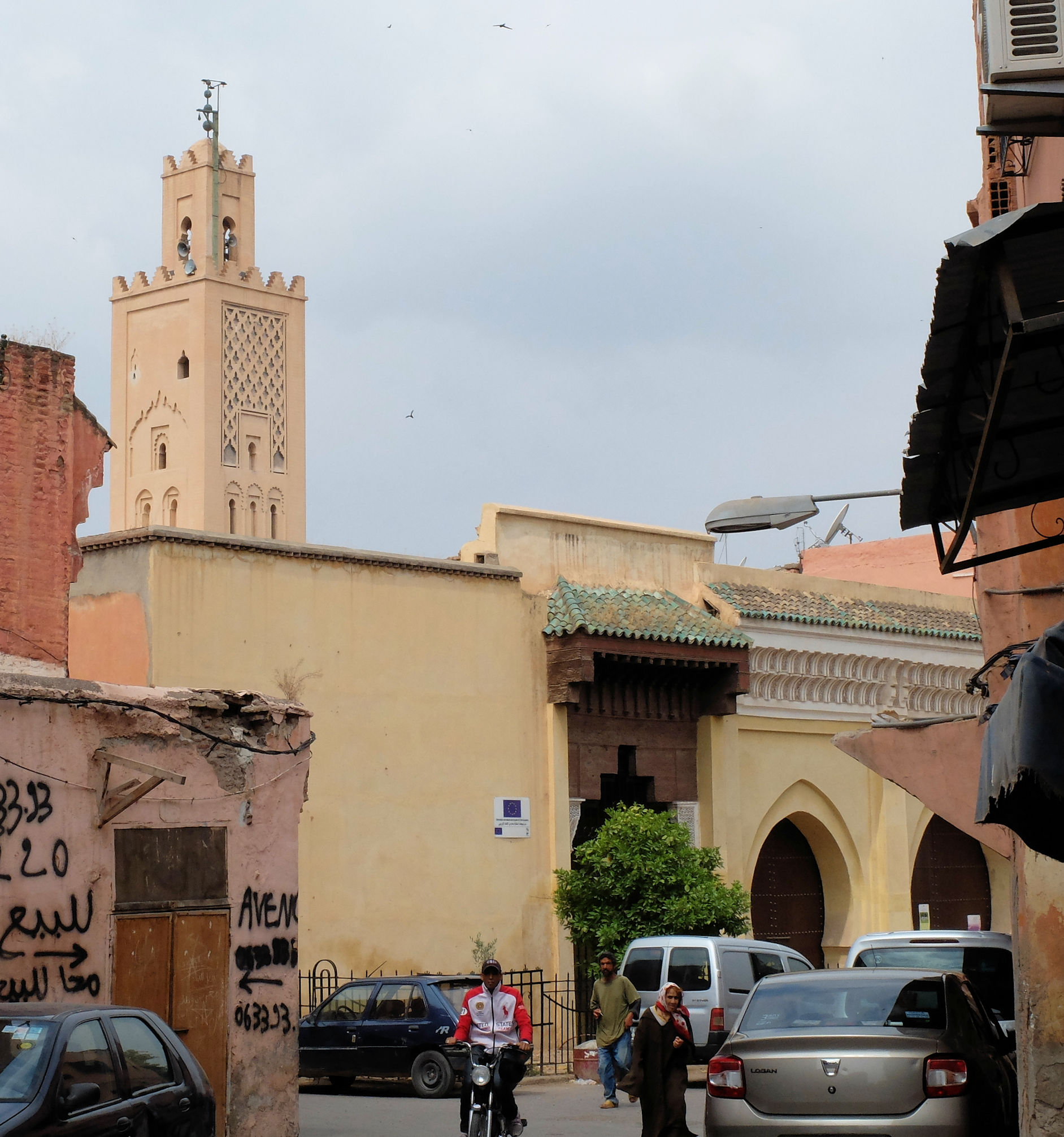
Vista del minaret i la font de Bab Doukkala